# Salim Pinim
Salim Pinim is een bestuurslaag in het regentschap Aceh Tenggara van de provincie Atjeh, Indonesië. Salim Pinim telt 330 inwoners (volkstelling 2010).